# Флинт
Вижте пояснителната страница за други значения на Флинт.
Флинт (на английски: Flint) е град в Мичиган, Съединени американски щати, административен център на окръг Дженъси. Разположен е на река Флинт. Населението му е 96 448 души (по приблизителна оценка от 2017 г.).
Във Флинт е родена певицата Бети Картър (1930 – 1998).